# Sportplatz Briesker Straße
Sportplatz Briesker Straße – wielofunkcyjny stadion w Senftenbergu, w Niemczech. Został otwarty w 1928 roku. Może pomieścić 4000 widzów. Swoje spotkania rozgrywają na nim piłkarze klubu Senftenberger FC ’08.
Budowę stadionu zaczęto planować w 1924 roku, a jego otwarcie nastąpiło cztery lata później. Po II wojnie światowej powstał klub piłkarski BSG Aktivist Senftenberg, który stał się gospodarzem areny. W 1972 roku zepsół ten połączył się z BSG Aktivist Brieske-Ost, tworząc FSV Glückauf Brieske-Senftenberg. Po zjednoczeniu Niemiec stadion przejął klub sportowy SV Senftenberg. Obecnie na obiekcie swoje mecze rozgrywają piłkarze klubu Senftenberger FC ’08.
19 maja 1981 roku na stadionie odbył się mecz piłkarskich reprezentacji narodowych NRD i Kuby (5:0). Było to jedyne spotkanie tych reprezentacji w historii.